# Mau (dystrykt)
Mau (dystrykt) (hindi: मऊ ज़िला, urdu: مئو ضلع) – dystrykt w Uttar Pradesh w Indiach. Stolicą jest miasto Mau. Powiat położony jest w południowo-wschodniej części tego dystryktu.